# Shōichi Nishimura
Shōichi Nishimura (jap. 西邑 昌一 Nishimura Shōichi; ur. 30 listopada 1911 w Akashi, zm. 22 marca 1998 tamże) – japoński piłkarz, reprezentant kraju.

## Kariera reprezentacyjna
Karierę reprezentacyjną rozpoczął w 1934 roku. W sumie w reprezentacji wystąpił w dwóch spotkaniach. Został powołany do kadry na Igrzyska Olimpijskie 1936.

## Statystyki
| Reprezentacja Japonii | Reprezentacja Japonii | Reprezentacja Japonii |
| Rok                   | Mecze                 | Gole                  |
| --------------------- | --------------------- | --------------------- |
| 1934                  | 2                     | 1                     |
| Razem                 | 2                     | 1                     |